# Fusceulima lutea
Fusceulima lutea is een slakkensoort uit de familie van de Eulimidae. De wetenschappelijke naam van de soort is voor het eerst geldig gepubliceerd in 1832 door Turton.